# Goa
|  | Per a altres significats, vegeu «Goa (desambiguació)». |

Goa (konkani गोवा) és un estat de la Unió Índia. Limita amb els estats de Karnataka al sud i Maharashtra al nord. Fins al desembre de 1961 havia estat una colònia portuguesa (vegeu Goa Portuguesa) i fou incorporat per la força a l'Índia.

## Geografia física i economia
És situat a la costa occidental del continent indi. El seu principal recurs econòmic és l'agricultura, que consisteix en conreus d'arròs a les valls i plantacions de cocoters als vessants. Posseeix mines de manganès i ferro, productes que són exportats pel port de Margão. La indústria tèxtil (cotó), hi és escassa. És una destinació turística de primer ordre, per les seves platges, pel seu llegat cultural i pels casinos flotants.

## Població
Les llengües més parlades al territori són el konkani (51,5%), el marathi (33,4%) i el kannada (4,6%) i encara existeixen parlants de portugués, testimoni del domini portuguès durant 450 anys.

## Història
Formà part de l'Imperi Maurya (segle III aC), i més tard del Soldanat de Delhi (1312) i de Vijayanagar (1370). El 1498 va arribar a la costa de l'Índia Vasco de Gama, que buscava cristians i espècies. Goa fou ocupada pels portuguesos comandats pel duc d'Albuquerque el 1510 i al cap de pocs anys va succeir Cochín com a capital de les possessions de Portugal a l'Índia (Estado Português da Índia) i seu del virregnat. Més tard fou erigida en bisbat (1534) i arquebisbat (1577). Va ser un dels centres d'apostolat de sant Francesc Xavier. Passà a la Unió Índia el 22 de desembre de 1961, després que Nehru perdés la paciència amb el dictador portuguès, Salazar, i ordenés la invasió del territori. Uns anys abans, l'Índia ja havia ocupat l'enclavament de Dadra i Nagar Aveli, prop de Daman i sota sobirania portuguesa durant prop de dos segles. Fins al 1987 va formar part del territori sota administració central de Goa, Daman i Diu que incloïa l'actual territori de Daman i Diu. En aquell any es van convertir en estat indi de ple dret, després d'un quart de segle en què va estar sobre la taula la seva incorporació a Maharashtra (el concani és un dialecte del marata).

## Cultura

### Gastronomia
L'Arròs amb peix i curri (Xit kodi en Konkani) és l'aliment bàsic a Goa. La gastronomia goesa és famosa per la seva rica varietat de plats de peix. El coco, l'aigua de coco i l'oli de coco són àmpliament utilitzats en la cuina de Goa, juntament amb el bitxo, les espècies i vinagre, que donen al menjar un sabor únic. Plats de porc tals com vindalho, xacuti i sorpotel es preparen per a les grans ocasions entre els catòlics goesos. El plat de postres més famós és la bebinca, una mena de pastís amb múltiples capes, elaborat amb ou, coco, cardamom, etc. És un dels favorits per Nadal. Tot i que la bebinca goesa és única, existeixen unes postres relativament semblants i amb el mateix nom a les Filipines i encara més semblants, amb nom diferent, a Malàisia, per la qual cosa s'especula que fos portada pels portuguesos des de Malaca o les Moluques als segles XVI o XVII, quan també senyorejaven aquelles terres. La beguda alcohòlica més popular a Goa és el feni, feta amb saba de palmera fermentada (tot l'any) o amb el fruit -no la nou- del cajú (en temporada).